# Gare de Mamers
La gare de Mamers est une gare ferroviaire française fermée de la ligne de Mamers à Mortagne-au-Perche et de Mamers à Saint-Calais. Elle est située sur le territoire de la commune de Mamers dans le département de la Sarthe en région Pays de la Loire.

## Situation ferroviaire
Établie à 123 mètres d'altitude, la gare de Mamers est située au point kilométrique (PK) 24,6 de la ligne de La Hutte - Coulombiers à Mamers dont elle était la gare terminale. Elle était également située au point kilométrique 0 de la ligne Mamers - Saint-Calais.

## Histoire
L’établissement de la ligne ferroviaire Mamers – Saint-Calais fut envisagé dès les années 1860, dans le cadre de la loi Migneret (1865), laquelle avait pour objet de favoriser la desserte des préfectures et sous-préfectures par le rail. Ce projet, justifié par l’impérieuse nécessité de relier les chefs-lieux d’arrondissement et de desservir les cantons intermédiaires, se concrétisa par la construction d’une voie normale longue de 77 kilomètres. La gare de Mamers, édifiée selon les plans-type de l’ingénieur Alfred Faliès – alors chef du service technique de la compagnie ferroviaire de Saint-Calais –, fut conçue en 1868. Ces plans prévoyaient, pour les gares de première classe, un bâtiment voyageurs à trois baies et une halle aux marchandises à quatre travées. L’autorisation de construction, délivrée par arrêté préfectoral le 26 juin 1869, permit l’achèvement des travaux avant la mise en service de la ligne.
La gare de Mamers fut inaugurée le 21 septembre 1872, à l’occasion de la mise en service du tronçon ferroviaire reliant Connerré à Mamers, bien que son inauguration solennelle n’eût lieu que le 6 octobre de la même année. Ce bief constituait la section inaugurale de la ligne Mamers – Saint-Calais, avant que ne fût ouvert le prolongement vers Saint-Calais, le 20 février 1873. Par ailleurs, cette gare assurait la correspondance avec la ligne La Hutte - Coulombiers à Mamers, ce qui conférait à cet édifice une fonction nodale au sein du réseau ferré sarthois. 
La ligne de Mamers à Saint-Calais fut successivement exploitée par diverses compagnies ferroviaires avant d’être reprise par une régie départementale, consécutivement à la cessation d’activité du réseau des tramways de la Sarthe en 1947. La gare de Mamers revêtait une importance économique notable, favorisant l’acheminement des denrées agricoles et des produits manufacturiers, en particulier du fait de son embranchement vers la sucrerie locale, définitivement mise hors service en 1980. À compter de 1937, des autorails Renault de type VG, ultérieurement relayés par des modèles Verney et Billard, furent mis en circulation afin d’alléger les frais d’exploitation. En 1946, une locomotive-tender 030T SACM, dite Hannibal, vint renforcer le parc matériel, tandis que des locotracteurs plus modernes supplantèrent progressivement les anciennes machines Fives-Lille à partir de 1948.
La ligne ferroviaire Mamers – Saint-Calais cessa définitivement son service aux voyageurs le 25 septembre 1965, tandis que le trafic des marchandises prit fin le 31 décembre 1977, scellant ainsi la fermeture irrévocable de la gare de Mamers. Un tronçon résiduel, reliant Mamers à la sucrerie Unisuc de Saint-Rémy-des-Monts, subsista quelque temps, bien que sa date exacte de déclassement demeure indéterminée. L’édifice de la gare fut ultérieurement démoli, et l’emplacement de la rue de la Gare fit l’objet d’une réaffectation urbaine. En 2022, la municipalité adopta un projet de voie verte destiné à revaloriser cet espace désaffecté.